# Хабибулаев, Шейх-Мансур Ибрагимович
Шейх-Мансур Ибрагимович Хабибулаев (род. 27 апреля 1994) — российский самбист, чемпион России, Европы и мира по боевому самбо, боец смешанных единоборств. Заслуженный мастер спорта России (3 марта 2020 года).

## Биография
Занимается спортом с 9 лет. Выступает в категории до 68 кг. Тренируется под руководством Майрбека Мустригова и Зайнулава Гасанханова. Представитель бойцовского клуба «Беркут». Победитель и призёр ряда всероссийских и международных турниров. В марте 2018 года стал чемпионом страны по боевому самбо. В мае того же года победил на чемпионате Европы и стал первым чеченцем, добившимся такого успеха в боевом самбо. В ноябре 2018 года Хабибулаев впервые в своей карьере стал чемпионом мира.

## Карьера
- Победитель первенства России;
- победитель этапа III Летней спартакиады молодежи 2014 года по самбо среди спортсменов ЮФО и СКФО;
- победитель Кубка полномочного представителя Президента России в СКФО по комплексному единоборству среди сотрудников силовых структур;
- Кубок России по боевому самбо 2014 года — [3];
- победитель 10-го чемпионата Федеральной службы судебных приставов по комплексному единоборству 2016 года;
- Чемпионат России по самбо 2018 — ;
- Чемпионат России по самбо 2020 — ;
- Чемпионат России по самбо 2021 — ;
- Чемпионат России по самбо 2022 — ;
- Чемпионат России по самбо 2023 — ;
- Кубок России по самбо 2023 — ;
- Чемпионат России по самбо 2024 — ;
- Чемпионат России по самбо 2025 — ;

## Смешанные единоборства
| № Боя | Результат | Рекорд | Соперник         | Способ                          | Турнир                                                   | Место проведения          | Дата                 | Раунд | Время |
| ----- | --------- | ------ | ---------------- | ------------------------------- | -------------------------------------------------------- | ------------------------- | -------------------- | ----- | ----- |
| 3     | Победа    | 2-1    | Родриго Прая     | КО (удар ногой с разворота)     | ACA 143: Гасанов — Фролов                                | Россия, Краснодар         | 27 августа 2022 года | 1     | 1:16  |
| 2     | Победа    | 1-1    | Кылыч Садирдинов | Единогласное решение            | BYE 1 2018 Berkut Young Eagles Grand Prix: Opening Round | Россия, Чечня Толстой-Юрт | 8 апреля 2018 года   | 3     | 5:00  |
| 1     | Поражение | 0-1    | Айдарбек Кабилов | Сабмишном (удушение гильотиной) | Absolute Championship Berkut — Grand Prix Berkut 7       | Россия Грозный            | 18 мая 2014 года     | 1     | 4:12  |